# 双竜大道駅
双竜大道駅（そうりょうだいどうえき）は、南京市江寧区双竜大道にある、南京地下鉄1号線の駅である。

## 歴史
- 2010年5月28日1号線の駅として開業。

## 駅構造

### のりば
| 番線 | 路線            | 行先                               |
| ---- | --------------- | ---------------------------------- |
|      | 南京地下鉄1号線 | 八卦洲大橋南駅行き                 |
|      | 南京地下鉄1号線 | 百家湖・天印大道・中国薬科大学方面 |

## 隣の駅
南京地下鉄
■1号線
南京南駅 -　双竜大道駅 - 河定橋駅